# Edgard Baudelet de Livois
Edgard Marie-Raoul Baudelet, baron de Livois, né le 1er avril 1831 à Paris et mort le 2 mars 1910 à Paris, est un officier français, président et membre fondateur de l'Œuvre de l'hospitalité de nuit à Paris.

## Biographie
Fils de Maximilien Ferdinand Joseph Baudelet (1802-1877), qui fut autorisé, par ordre du roi Charles X, du 29 septembre 1829, à joindre à son nom celui de Livois, puis fut anobli et investi du titre héréditaire de baron, par lettres patentes du même prince, du 11 décembre suivant, sur institution d'un majorat consistant en biens situés dans l'arrondissement de Lille,. Sa mère était Caroline Marie Léonide de Léautaud-Donine (1810-1866).  
De 1865 à 1896, Edgard Baudelet de Livois est maire de la commune de Tilloy-lès-Mofflaines,, près d'Arras, dans le Pas-de-Calais

## Carrière militaire
Sorti de l'école de Saint-Cyr en octobre 1852, il est sous-lieutenant du 59e régiment d'infanterie de ligne en 1852, et devient lieutenant en 1856, démissionnaire en 1857.
En 1869, il est capitaine de la Garde nationale de la Seine.
Pendant la guerre de 1870, il est lieutenant-colonel au 1er bataillon, 93e régiment de marche de la Garde nationale mobile du Pas-de-Calais,, puis en 1879, chef de bataillon au 5e régiment territorial d'infanterie.

## Œuvre de l'hospitalité de nuit

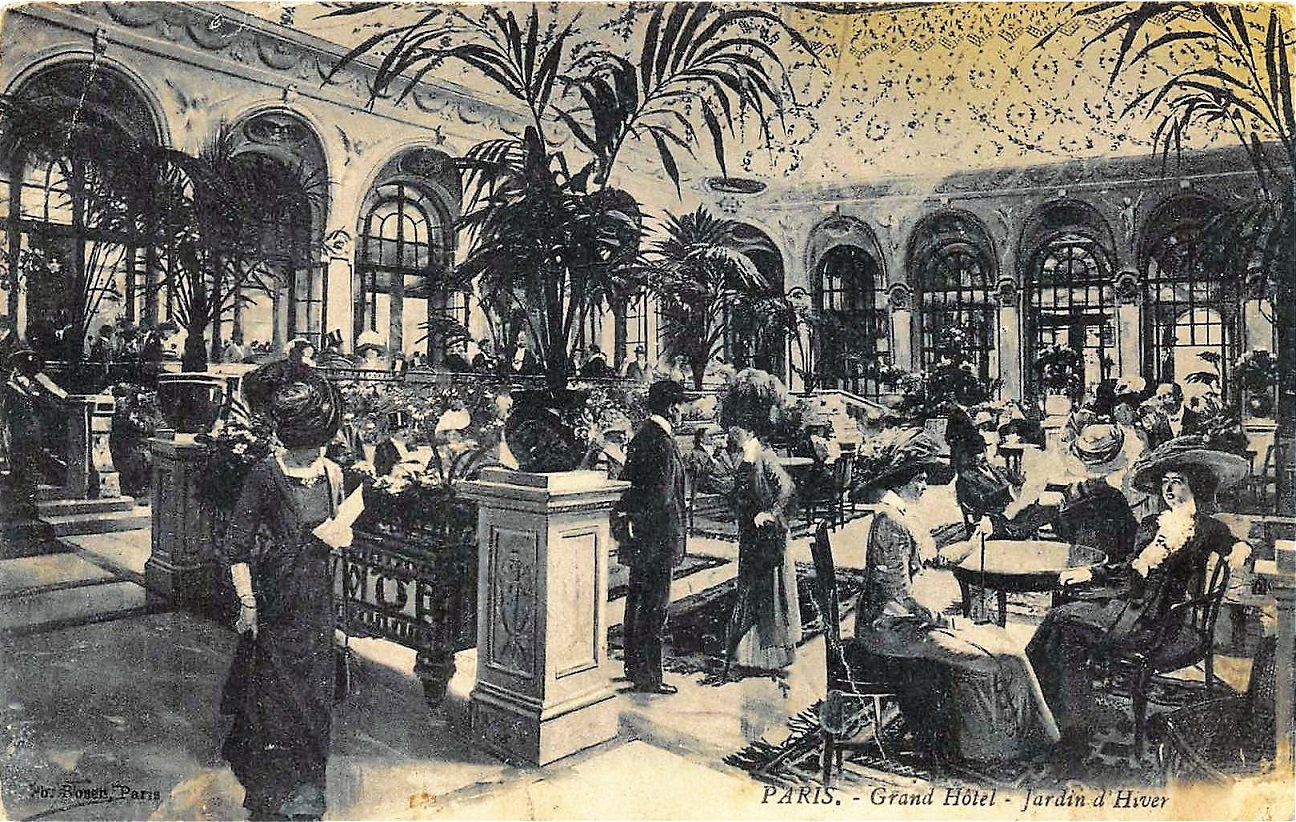
Le Grand-Hôtel - Jardin d'Hiver vers 1890

Le baron de Livois fut un des membres fondateurs de l'Œuvre de l'hospitalité de nuit, président du conseil d'administration,, il se dévouera entièrement à cette œuvrede 1878 jusqu'à son décès en 1910. 
Par son activité de président de l'hospitalité de nuit,, le baron de Livois évolue dans le cercle du Tout-Paris mondain, ses comités assurant l'organisation de bals, les expositions d'arts et autres événements au profit de l'œuvre, par exemple le bal du Grand-Hôtel ou les dames patronessescomme Hélène Standish se chargent de distribuer les invitations à l'élite parisienne.
Il bénéficie du soutien de nombreux membres du milieu aristocratique, politique, religieux et artistique de l'époque,.

## Administrateur
Le baron de Livois est administrateur de plusieurs sociétés, en 1880: la Caisse générale des assurances sur la vie, en 1889ː La Caisse générale des assurances agricoles et des assurances contre l'incendie, en 1890: La Morena, en 1891: La Métropole incendie, en 1893: La Caisse générale des familles,.
En 1881, il est membre du conseil d'administration de l'Artésienne, association d'appui mutuel des enfants du Pas-de-Calais résidant à Paris. En 1894, il est membre du conseil de l'office de la charité, en 1895, membre de l'office central des institutions charitables.

## Décorations
- France :  Chevalier de la Légion d'honneur par décret du 5 mai 1871[13]
- Saint-Siège :  Chevalier de l'ordre de Saint-Grégoire-le-Grand[7]

## Sources
- Maxime Du Camp, La charité privée à Paris, Revue des Deux Mondes, 1884.
- Base de données Léonore (Légion d'honneur) - Archives Nationales